# デビッド・ウィルソン (アメリカンフットボール)
デビッド・ウィルソン（David Wilson 1991年6月15日- ）はバージニア州ダンビル出身の元アメリカンフットボール選手。NFLのニューヨーク・ジャイアンツに所属していた。現役時代のポジションはランニングバック。

## 経歴

### プロ入りまで
高校3年次には、2,291ヤードを走り35タッチダウンをあげて、ゲータレードより、バージニア州の最優秀高校生選手に選ばれている。2009年には、国際アメリカンフットボール連盟がオハイオ州カントンで開催したU19世界選手権のアメリカ代表に選ばれ優勝している。この大会で彼は3試合に出場し、33回のキャリーで427ヤードを走り、8タッチダウンをあげてMVPに選ばれている。
同年、バージニア工科大学に進学し、全13試合に出場、59回のキャリーで334ヤードを走り4タッチダウンをあげた。2年次の2010年には113回のキャリーで619ヤードを走り5タッチダウンをあげるとともに、15回のキャッチで4タッチダウンをあげている。
ライアン・ウィリアムズ、ダレル・エバンズがNFL入りした3年次の2011年には、先発ランニングバックとなり、290回のキャリーで大学記録となる1,709ヤードを走り、9タッチダウンをあげて、アトランティック・コースト・カンファレンスの最優秀攻撃選手、オールアメリカンのセカンドチームに選ばれた。
彼は4年次には進級せず、2012年のNFLドラフトにアーリーエントリーすることを表明した。
ドラフト前のNFLコンバインの垂直跳び、立ち幅跳び、シャトルランで全選手中トップの成績をあげるなど、優れた運動能力を見せた彼は、スカウトたちの注目を浴び、トレント・リチャードソンに次いでその年のランニングバックドラフト候補ベスト5として考えられるようになった。

### ニューヨーク・ジャイアンツ
ドラフトでは1巡32位でニューヨーク・ジャイアンツに指名された。5月11日に5年目のオプションを含む4年契約（3300万ドルのサインボーナスを含む）をジャイアンツと結んだ。
ダラス・カウボーイズとのシーズン開幕戦で彼はキャリア2度目のランでボールをファンブル、その試合ではその後起用されなかった。10月7日に行われた第5週のクリーブランド・ブラウンズ戦で40ヤードのTDランをあげた。12月9日のニューオーリンズ・セインツ戦では2TDラン、及びキックオフリターンTDをあげる大活躍を見せた。キックオフリターンで合計227ヤードを獲得する活躍でその週のNFC週間MVPスペシャルチーム部門に選ばれた。
2013年、第5週の試合で首を負傷、1ヶ月以上経過しても練習を再開できず、11月7日に故障者リスト入りした。この年5試合の出場で146ヤード、1TD、2ファンブルロストの成績にとどまった。
2014年8月6日、首の怪我を理由に引退を表明した。